# Pista herpini
Pista herpini är en ringmaskart som beskrevs av Fauvel 1928. Pista herpini ingår i släktet Pista och familjen Terebellidae. Inga underarter finns listade i Catalogue of Life.